# Pedał (film)
Pedał (oryg. Pédale douce) – francuska komedia z 1996 roku w reżyserii Gabriela Aghiona. Fanny Ardant za rolę Evy zdobyła Cezara dla najlepszej aktorki.

## Opis fabuły
Adrian (Patrick Timsit), pracownik bankowy, wieczorami przebywa w barze dla gejów prowadzonym przez jego przyjaciółkę Evę (Fanny Ardant). Pewnego dnia jeden z ważnych klientów Adriena, Alexandre, zaprasza go wraz z żoną na obiad. Adrian postanawia zaprosić Evę, która oczarowuje Alexandra. Tymczasem w Evie podkochuje się również Adrien.

## Obsada
- Patrick Timsit jako Adrien
- Fanny Ardant jako Eva
- Richard Berry jako Alexandre Agut
- Michèle Laroque jako Marie
- Jacques Gamblin jako Adrien Lemoine
- Christian Bujeau jako Doktor Séverine
- Boris Terral jako Cyril
- Axelle Abbadie jako Claire